# 旧社駅
旧社駅（きゅうしゃえき、繁体字中国語: 舊社站）は台湾台中市北屯区旧社里にある台中捷運緑線の駅。

## 沿革
計画時の駅名は周辺の古い地名だった下旧社で、駅番号はG3だった(p88)。
- 2013年3月15日 - 当駅を含む工区起工[4](pp4-5)。
- 2018年6月30日 - 駅名決定[5]。
- 2020年
  - 5月、駅名決定[6]。
  - 11月16日 - プレ開業（12月15日まで4週間無料）[7]。
  - 11月22日 - 車両点検のため全線プレ開業中止[8]。
  - 12月19日 - 正式開業予定[7]。
- 2021年
  - 3月25日 - プレ営業再開（4月23日までの30日間はIC無料。4月24日は運休）[9]。
  - 4月25日 - 正式開業[10]。

## 駅構造
相対式ホーム2面2線の高架駅(p91)。駅舎は長さ79メートル、幅23.9メートル、ホーム地上高8.95メートル。

### 駅階層
3階にコンコース、4階にホームがある。
| 地上 四階                      |                                         |                                                                    |
| 相対式ホーム、右側のドアが開く |                                         |                                                                    |
| 2番線                          | ←■緑線 市政府・高鉄台中站方面（松竹駅） |                                                                    |
| 1番線                          | →■緑線 北屯総駅方面（北屯総駅）→        |                                                                    |
| 相対式ホーム、右側のドアが開く |                                         |                                                                    |
| 地上 三階                      | コンコース                              | 出入口、コンコース、自動券売機、自動改札機、エスカレーター、トイレ |

### 駅出口
- 出口1（北側）：敦富路

## 駅周辺
- 捷運総站夜市（中国語版）
- 台中捷運公司
- 旧社南興宮（中国語版）
- 私立葳格高級中学（中国語版）
- 磊川華徳福実験教育学校

## 隣の駅
台中捷運
緑線（烏日文心北屯線）
北屯総駅 103a - 旧社駅 103 - 松竹駅 104